# Gyakuryū
Pour plus de détails, voir Fiche technique et Distribution.
Gyakuryū (逆流, litt. Contre-courant) est un film japonais muet en noir et blanc, réalisé par Buntarō Futagawa et sorti en 1924.

## Synopsis
Mikisaburō Nanjō est un jeune samouraï de basse extraction, il rêve de s'élever dans la société pour épouser celle qu'il aime, Misao, la fille de son maître d'armes. Mais il est frappé par une série de malheurs, sa mère meurt après avoir été renversée par le cheval lancé au galop de Genzaburō Hayami, le fils d'un samouraï de haut rang, puis il surprend ce dernier faire la cour à sa bien-aimée Misao. Mikisaburō se morfond et n'a même plus goût à s'entrainer au dojo. Lorsqu'il apprend que sa sœur a perdu sa vertu, séduite et rejetée par ce même Genzaburō, il tente en vain de s'opposer au mariage de son rival avec Misao. Il est exclu de son clan.
Sept années plus tard, devenu rōnin et alcoolique, Mikisaburō croise par hasard la route de Genzaburō, responsable de tous ses malheurs, et de sa femme Misao sur une plage. Son sang ne faisant qu'un tour, il tire son sabre et tue Genzaburō et Misao.

## Fiche technique
- Titre original : 逆流 (Gyakuryū?, litt. Contre-courant[1])
- Titre anglais : Backward Flow
- Réalisateur : Buntarō Futagawa
- Scénario : Rokuhei Susukita (ja)

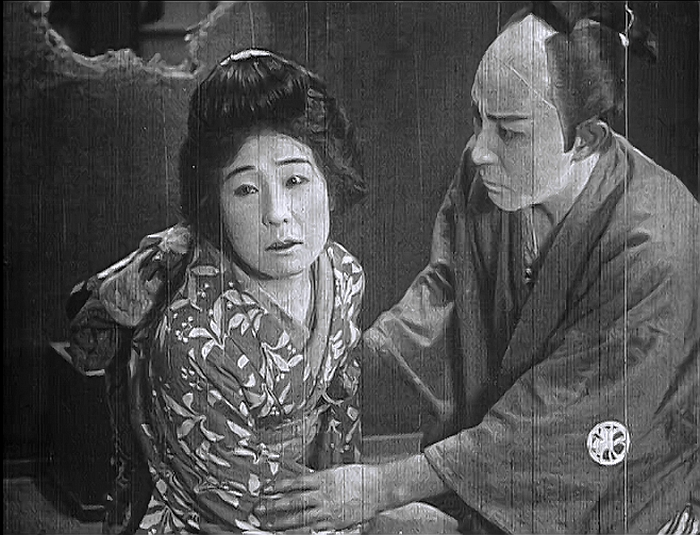
Reiko Shimizu et Tsumasaburō Bandō.

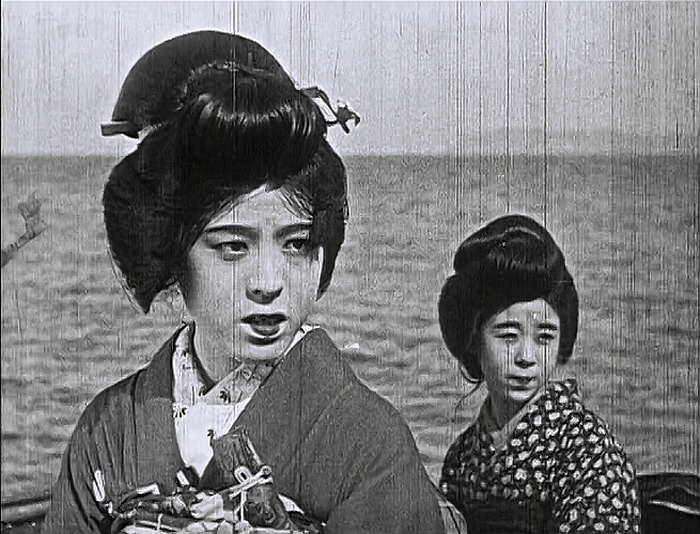
.

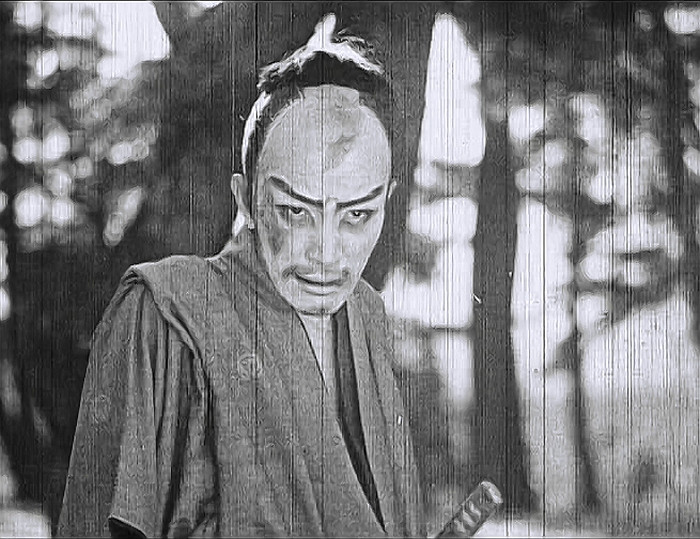
Tsumasaburō Bandō.

- Photographie : Saichiro Hashimoto
- Société de production : Tōa Kinema (ja)
- Pays d'origine :  Empire du Japon
- Format : noir et blanc - 1,37:1 - film muet
- Genres : drame, film historique, jidai-geki, chanbara
- Durée : 28 minutes[2]
- Date de sortie :
  - Empire du Japon : 26 septembre 1924[2]

## Distribution
- Tsumasaburō Bandō : Mikisaburō Nanjō
- Kōzaburō Kataoka : Genzaburō Hayami
- Kanzaburō Arashi (ja) : Juppeita Kurahashi, le maître d'armes
- Tomoko Makino (ja) (créditée sous le nom de Teruko Makino) : Misao Kurahashi, sa fille
- Michisaburō Segawa (ja) : Heikichi Yamamuro
- Yoshie Nakagawa (ja) : la mère de Mikisaburō
- Reiko Shimizu : Otomi Nanjō, la sœur de Mikisaburō